# Degha (langue)
Pour les articles homonymes, voir Degha.
Le degha (ou deg ou degha-mo ou mo) est une langue gur du Ghana et de Côte d'Ivoire.
Le degha est parlé par les Degha, population vivant dans le nord-est de la Côte d'Ivoire dans le Gontougo. Ils appartiennent au grand groupe des langues gur ou voltaïques. Les Degha font partie des minorités de ce grand ensemble et dont parfois négligés ou assimilés aux Gourounsi.
Ce peuple se retrouve aujourd'hui dans trois principaux villages du département de Bondoukou : Boromba, Motiamo et Zagala.
Cependant plusieurs villages situés de l’autre côté de la frontière du Ghana parlent le degha. Ce sont entre autres : Bondakilé, Adadiem. La grande majorité des Degha au Ghana réside dans la région du Kintampo.